# Oxypteron exiguana
Oxypteron exiguana is een vlinder uit de familie bladrollers (Tortricidae). De wetenschappelijke naam is voor het eerst geldig gepubliceerd in 1860 door de La Harpe.
De soort komt voor in Europa.